# Гимназия имени Г. Шелапутина
Гимназия имени Григория Шелапутина в Москве была открыта на средства купца Павла Григорьевича Шелапутина, происходившего из покровских купцов. Он имел пятерых сыновей, трое из которых — Григорий, Анатолий и Борис – один за другим трагически погибли при жизни Шелапутина. Гимназия была названа в память о сыне Григории.
Гимназия была открыта в начале XX в. в Трубецком переулке (ныне переулок Виктора Хользунова) как комплекс современных новых учебных заведений. Это была хорошо оснащённая, обеспеченная высококвалифицированными кадрами и пользовшаяся новейшими методиками обучения частная школа.

## Открытие
Восьмая гимназия имени Григория Шелапутина с пансионом на 80 воспитанников была открыта 28 сентября 1901 года в здании по Большому Трубецкому переулку — д. 18 (ныне переулок Виктора Хользунова, д. 14). Первоначально в приготовительное отделение и первые четыре класса было принято 175 человек.

## О купце Шелапутине
Шелапутины происходили из покровских купцов. Переселились в Москву в конце XVIII столетия и в 1792 году торговали в снеточном ряду. Наследник всех их капиталов во второй половине XIX в. потомственный почетный гражданин Павел Шелапутин был совладельцем Товарищества Балашинской мануфактуры и председателем правления Общества Средних торговых рядов на Красной площади. За свои заслуги он был возведен в потомственное дворянство. Женатый на купеческой дочери А. А. Медынцевой, Павел Григорьевич имел пятерых детей. Молодые, талантливые они рано ушли из жизни. Павла Григорьевича постигла участь пережить трех своих сыновей.

## Здание гимназии
Гимназия размещалась в двухэтажном угловом доме. Парадный вход имел его небольшой западный фасад, выходивший на Большой Трубецкой переулок; другой фасад, выходивший на Оболенский переулок, длиной около ста метров, был пышно декорирован колоннами и лепниной, имел большие арочные окна второго этажа и пандус подъезда. Здание гимназии было возведено известным архитектором Р. И. Клейном. К гимназии примыкала церковь св. Григория Богослова, соединенная через широкую арку с актовым залом.
В 1920-е годы в здании находилось общежитие № 1 Академии коммунистического воспитания.
1 ноября 1936 года в комплексе зданий по Трубецкому переулку состоялось открытие Академии Генерального штаба РККА. Теперь на фасаде здания гимназии установлены три мемориальные доски в честь маршалов Л. А. Говорова, А. А. Гречко и М. В. Захарова, которые учились в Военной Академии. В настоящее время в здании находится Главная военная прокуратура.
Здания Педагогического института им. П. Г. Шелапутина и гимназии им. Г. Шелапутина являются объектами культурного наследия города Москвы.

## Известные выпускники
1906
- Николай Гомиловский (с золотой медалью)
- Павел Альтгаузен (с серебряной медалью)
- Леонид Лимчер (с серебряной медалью)

1907
- Иван Лорис (с золотой медалью)
- Виктор Соколов (с золотой медалью)
- Алексей Круглый (с серебряной медалью)
- Алексей Громов

1908
- Николай Бенедиктов (с золотой медалью)
- Алексей Васильков (с серебряной медалью)
- Виталий Никифоров (с серебряной медалью)
- Павел Тарусин (с серебряной медалью)
- Борис Матвеев

1909
- Сергей Минаков (с золотой медалью)[8]
- Борис Жирмунский (с серебряной медалью)[9]
- Иван Красновский (с серебряной медалью)
- Александр Марченко (с серебряной медалью)

1910
- Борис Кулаков (с золотой медалью)
- Александровский (с серебряной медалью)
- Андрей Богословский (с серебряной медалью)

1911
- Андрей Минаков (с золотой медалью)
- Николай Орлов[10]

1916
- Сергей Капустин (с золотой медалью)

- Николай Синезубов[11]
- Борис Лебедев[12]

## Учились
- Михаил Шолохов (подготовительный класс, 1915)

## Директора и преподаватели

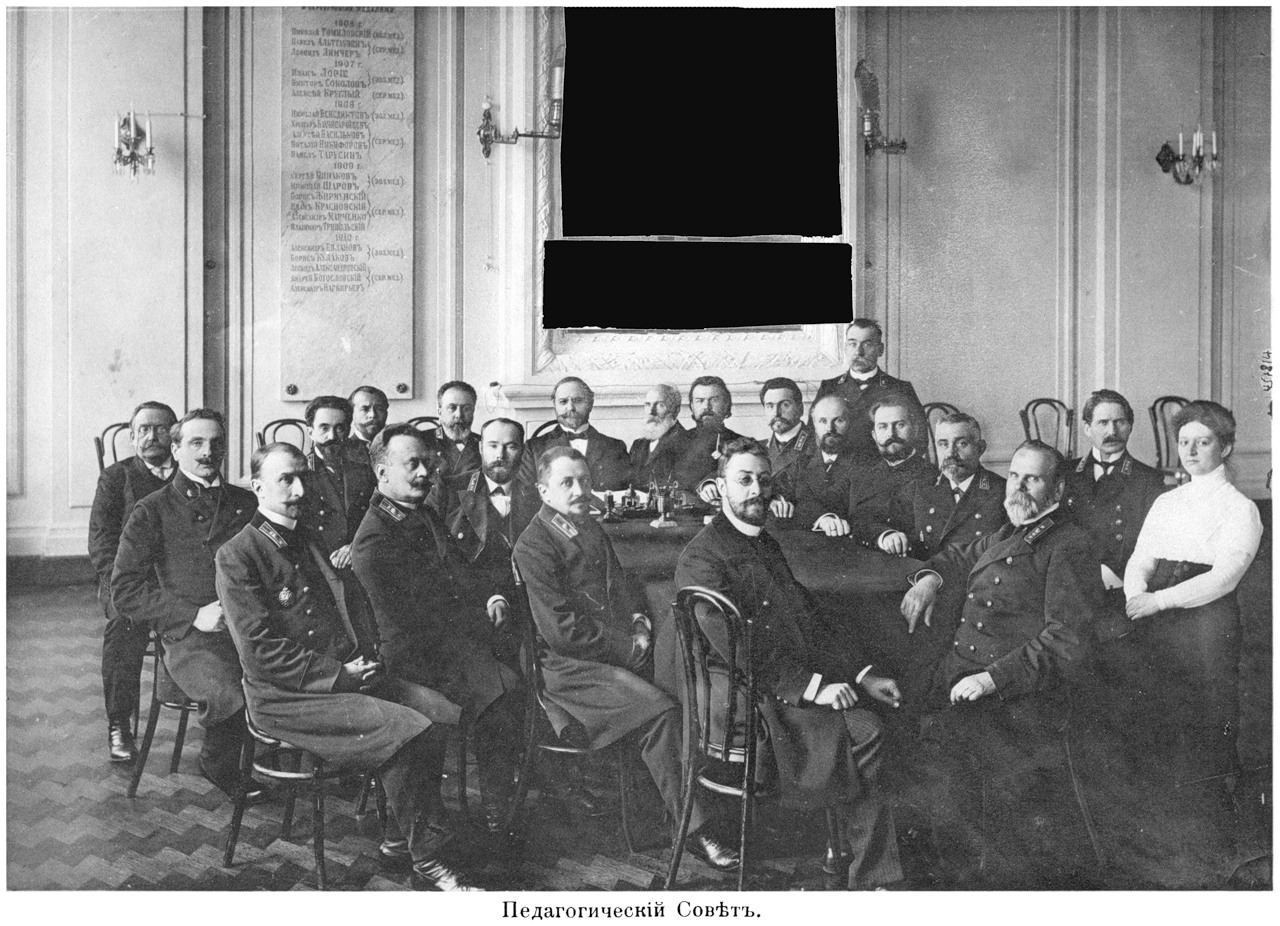
Педагогический совет (1910/1911 гг.)

### Директора
- Пётр Петрович Никольский (1901—1904)
- Дмитрий Николаевич Корольков (1904—1917)[13]

### Преподаватели
- Борис Александрович Фохт — философская пропедевтика (с 1904)
- Александр Павлович Ермолов — учитель приготовительных классов[14], рисования и пения (1915)
- Николай Альбертович Кун — история (1915)
- Евгений Валентинович Элухен[15] — космография и математика